# 아이스크림
아이스크림(영어: ice cream, 문화어: 얼음과자, 에스키모)은 일반적으로 젖이나 크림을 설탕이나 다른 감미료와 함께 초콜릿의 코코아나 바닐라 같은 향신료 또는 딸기나 복숭아 같은 과일로 맛을 낸 빙과이다. 때때로 식용 색소는 안정제와 함께 첨가된다. 혼합물은 물의 어는점 이하로 냉각되고 저어서 공기 공간을 통합하고 감지 가능한 얼음 결정이 형성되는 것을 방지한다. 거품기를 사용하여 맛을 낸 크림 베이스와 액체 질소를 함께 휘저어 만들 수도 있다. 그 결과는 매우 낮은 온도(2 °C or 35 °F 이하)에서 고체인 부드러운 반고체 거품이다. 온도가 증가함에 따라 더 연성이 된다.
아이스크림은 접시에 담아 숟가락으로 먹거나, 식용 웨이퍼 아이스크림 콘에 담아 손으로 잡고 핑거 푸드로 먹을 수 있다. 아이스크림은 케이크나 파이와 같은 다른 디저트와 함께 제공되거나 아이스크림 플로트, 선디, 밀크셰이크, 아이스크림 케이크와 같은 차가운 요리 또는 베이크트 알래스카와 같은 구운 음식의 재료로 사용될 수 있다.
이탈리아 아이스크림은 젤라토이다. 프로즌 커스터드는 일종의 진한 아이스크림이다. 소프트 아이스크림은 더 부드러우며 종종 미국 유원지와 패스트푸드점에서 제공된다. 젖당불내증이 있거나 유제품 단백질에 알레르기가 있거나 비건인 사람들을 위해 염소젖이나 양젖과 같은 소젖 대체품 또는 젖 대체품(예: 두유, 귀리유, 캐슈유, 코코넛 밀크, 아몬드밀크 또는 두부)으로 만든 아이스크림을 이용할 수 있다. 바나나 "나이스 크림"은 100% 과일 기반 비건 대체품이다. 프로즌 요거트 또는 "프로요"는 아이스크림과 유사하지만 요구르트를 사용하며 지방 함량이 낮을 수 있다. 과일 소르베 또는 셔벗은 아이스크림은 아니지만 종종 아이스크림 가게에서 구할 수 있다.
아이스크림이라는 이름의 의미는 나라마다 다르다. 미국과 영국과 같은 일부 국가에서는 아이스크림은 특정 종류에만 적용되며, 대부분의 정부는 주요 재료의 상대적 양, 특히 크림에서 추출한 유지방의 양에 따라 다양한 용어의 상업적 사용을 규제한다. 아이스크림이라고 불릴 자격을 충족하지 못하는 제품은 일반적으로 지방 함량이 낮기 때문에(종종 비용 절감을 통해) 대신 냉동 유제품 디저트로 표기되기도 한다. 이탈리아와 아르헨티나와 같은 다른 국가에서는 모든 종류에 대해 하나의 단어가 사용된다.

## 역사

### 초기 냉동 디저트
냉동 디저트의 기원은 불분명하지만, 그 역사에 대한 여러 기록이 존재한다. 일부 자료에 따르면 아이스크림의 역사는 기원전 550년 페르시아에서 시작되었다.
1세기 로마 요리책에는 눈을 뿌린 달콤한 디저트 레시피가 포함되어 있으며, 2세기 페르시아 기록에는 얼음으로 차갑게 식힌 달콤한 음료에 대한 내용이 있다.
카키고리는 얼음과 맛을 낸 시럽으로 만든 일본 디저트이다. 카키고리의 기원은 일본 역사상 헤이안 시대로 거슬러 올라가는데, 추운 달 동안 보관했던 얼음 덩어리를 여름 동안 일본 귀족들에게 시럽을 곁들여 제공하기 위해 갈아서 사용했다. 카키고리의 기원은 헤이안 시대에 황궁에서 일했던 세이 쇼나곤이 쓴 관찰 기록인 마쿠라노소시에 언급되어 있다.
인공적으로 얼음을 만드는 가장 오래된 알려진 서면 공정은 요리 텍스트가 아닌 13세기 시리아 역사가 이븐 아비 우사이비아의 의학에 관한 책 "키탑 우윤 알안바 피 타바카트 알아티브바" (의사들의 계층에 대한 정보의 출처 책)에서 알려져 있으며, 이븐 아비 우사이비아는 이 공정을 알려지지 않은 더 오래된 저자인 이븐 박타와이히에게 돌린다.
흡열 반응의 발견으로 아이스크림 생산이 더 쉬워졌다. 그 이전에는 크림을 쉽게 냉각할 수 있었지만 얼릴 수는 없었다. 소금을 첨가하면 얼음의 녹는점이 낮아져 크림에서 열을 흡수하고 얼게 만들었다.

### 근세

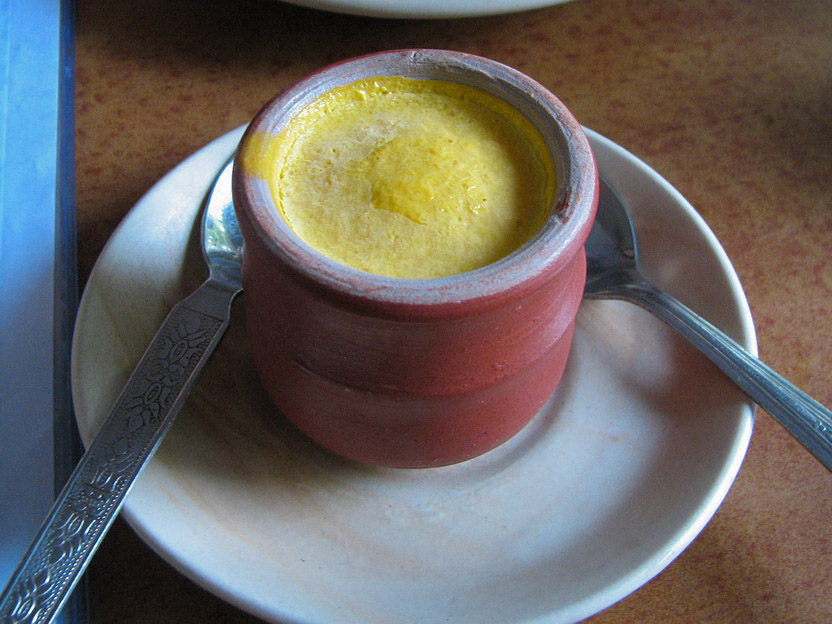
인도의 마카팟에 담긴 쿨피

16세기에 무굴 제국은 기병대를 동원하여 힌두쿠시산맥에서 수도 델리로 얼음을 가져왔고, 이를 사용하여 인도 아대륙의 인기 있는 냉동 유제품 디저트인 쿨피를 만들었다. 쿨피는 종종 전통적인 인도 아이스크림으로 묘사된다.

### 유럽
얼음 얼리는 기술은 16세기 이전 유럽에서는 알려지지 않았다. 16세기에 저자들은 얼음에 소금을 첨가했을 때 발생하는 냉동 효과에 대해 언급했다. 17세기 후반에는 이 과정을 사용하여 소르베와 아이스크림이 만들어졌다.
아이스크림의 유럽 전역 확산은 때때로 무어 상인들에게 기인하지만, 더 자주 마르코 폴로에게 기인한다. 그의 어떤 기록에도 언급되어 있지 않지만, 폴로는 중국 여행 중 소르베 스타일 디저트에 대해 배운 후 이탈리아에 이를 소개한 것으로 자주 알려져 있다. 전설에 따르면, 이탈리아 공작부인 카트린 드 메디시스는 1533년 오를레앙 공작 (앙리 2세)과 결혼하면서 이탈리아 요리사들을 프랑스로 데려와 맛을 낸 소르베 얼음을 프랑스에 소개했다고 한다. 메디치 시대에는 프랑스에 이탈리아 요리사가 없었으며, 아이스크림은 드 메디시스가 태어나기 전부터 프랑스에 존재했다. 100년 후, 찰스 1세는 "얼린 눈"에 너무 감탄하여 자신의 아이스크림 제조인에게 평생 연금을 제안하며 비법을 비밀로 유지하여 아이스크림이 왕실 특권이 되도록 했다고 한다. 이러한 전설을 뒷받침하는 증거는 없다.

#### 프랑스
1665년, 장 파르종이 몽펠리에에서 편집한 Catalogue des Marchandises rares...는 한 종류의 냉동 소르베를 언급했다. 이 소르베의 구성은 제공되지 않았지만, 파르종은 얼음과 초석 혼합물에 담근 용기를 사용하여 얼린 채로 섭취했다고 명시했다. 이 소르베는 점토로 만든 단지에 담아 파운드당 3리브르에 판매되었다.
L'Isle des Hermaphrodites에 따르면, 얼음과 눈으로 음료를 식히는 관행은 이미 16세기 동안 파리, 특히 궁정에서 등장했다. 서술자는 그의 호스트들이 얼음과 눈을 보관했고, 나중에 그들의 와인에 추가했다고 언급한다. 이러한 관행은 루이 13세의 통치 기간 동안 서서히 발전했으며 아이스크림의 창조를 향한 필수적인 단계였을 것이다. 1682년, Le Nouveau confiturier françois는 "neige de fleur d'orange"라는 특정 종류의 아이스크림 레시피를 제공했다.
1686년, 이탈리아의 프란체스코 데이 콜텔리는 파리에 아이스크림 카페를 열었고, 이 제품은 매우 인기가 많아 다음 50년 동안 파리에는 250개의 다른 카페가 문을 열었다.
맛을 낸 얼음에 대한 프랑스어로 된 최초의 레시피는 1674년 니콜라스 르메리의 Recueil de curiositéz rares et nouvelles de plus admirables effets de la nature에 나온다. 1694년 안토니오 라티니의 Lo Scalco alla Moderna (현대 집사) 판에는 sorbetti 레시피가 실렸다. 프랑수아 마시알로의 Nouvelle Instruction pour les Confitures, les Liqueurs, et les Fruits에는 1692년 판부터 맛을 낸 얼음 레시피가 등장한다. 마시알로의 레시피는 거칠고 자갈 같은 질감을 만든다. 라티니는 자신의 레시피 결과가 설탕과 눈처럼 미세한 질감을 가져야 한다고 주장한다.

#### 영국
영국에서 아이스크림이 기록된 첫 언급은 1671년이었다. 엘리아스 애쉬몰은 1671년 윈저에서 찰스 2세를 위해 열린 성 조지 축제에서 제공된 요리를 묘사하며 "아이스크림 한 접시"를 포함했다. 연회에서 아이스크림이 놓인 유일한 테이블은 왕의 것이었다. 영어로 된 아이스크림의 첫 레시피는 1718년 런던에서 출판된 Mrs. Mary Eales's Receipts에 실렸다.

아이스크림을 얼리려면.

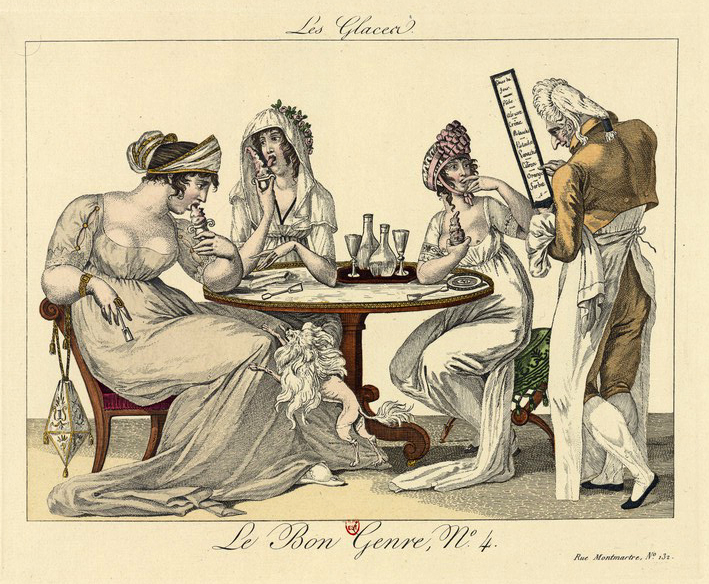
1801년 프랑스 풍자화에서 아이스크림을 먹는 귀부인들

주석 얼음통을 가져와서 일반이든 단 것이든 좋아하는 크림 종류나 과일을 채워 넣으십시오. 통을 단단히 닫으십시오. 6개의 통에 얼음 18~20파운드를 준비하여 얼음을 아주 잘게 부수십시오. 큰 조각들이 있을 텐데, 그것들은 바닥과 위에 놓으십시오. 양동이를 준비하고 바닥에 짚을 깔고 얼음을 깔고 그 사이에 베이 소금 1파운드를 넣으십시오. 크림통을 놓고 각 통 사이에 얼음과 소금을 놓아 서로 닿지 않도록 하십시오. 그러나 얼음은 사방에 쌓아야 합니다. 위에도 얼음을 충분히 쌓고 양동이를 짚으로 덮고 햇볕이나 빛이 들지 않는 지하실에 두면 4시간 안에 얼지만 더 오래 둘 수도 있습니다. 그런 다음 사용할 때 꺼내서 손에 들면 미끄러져 나옵니다. 체리, 라즈베리, 커런트 또는 딸기 등 어떤 종류의 과일이든 얼리려면 과일로 주석통을 채우되 가능한 한 속을 비우십시오. 그 안에 스프링 워터와 레몬 주스로 달게 만든 레몬에이드를 넣으십시오. 과일이 함께 붙어 있도록 충분히 넣고 크림처럼 얼음에 넣으십시오.— Mrs. Mary Eale's Receipts (1718)

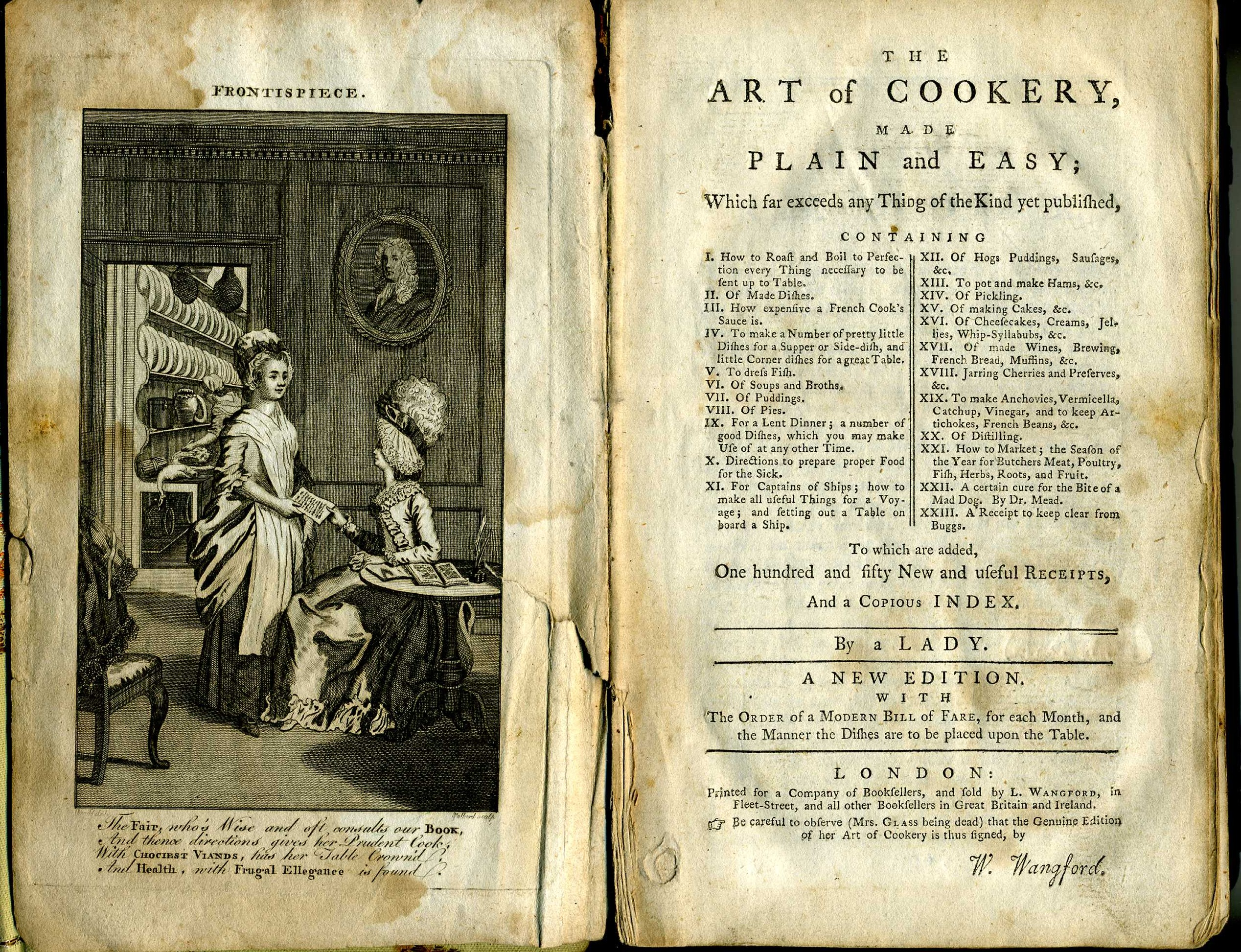
해나 글라스의 요리 기술 서적 표지

해나 글라스의 《요리 예술을 단순하고 쉽게 만들다》 1751년 판에는 아이스크림 레시피가 포함되어 있다. "H. GLASSE Art of Cookery (ed. 4) 333 (제목) 아이스크림 만드는 법... [크림을] 더 큰 그릇에 넣으십시오. 얼음과 소금 한 줌으로 채우십시오." 1768년 M. 에미의 L'Art de Bien Faire les Glaces d'Office는 맛을 낸 얼음과 아이스크림 레시피에 전념한 요리책이었다.
1769년, 이탈리아 제과업자 도메니코 네그리는 버클리 스퀘어 런던에 아이스크림으로 유명해질 사업을 설립했다. 그의 가게는 파인애플 간판(제과업자들이 사용하는 상징) 아래에 있었고 그의 거래 카드에는 "모든 종류의 영국, 프랑스, 이탈리아의 젖은 및 마른 과자, 시트라티 및 베르가모트 칩, 나폴리 디아볼로니, 모든 종류의 바구니 및 케이크, 고급 및 일반 사탕"을 판매한다고 되어 있었지만, 가장 중요한 것은 "최고의 이탈리아 방식으로 모든 종류의 얼음, 과일 및 크림"을 판매한다는 것이었다.
1789년, 네그리의 사업장에서 견습을 마친 프레데릭 너트는 처음으로 The Complete Confectioner를 출판했다. 이 책에는 31가지 아이스크림 레시피가 있었는데, 일부는 신선한 과일을 사용하고, 일부는 잼을 사용하고, 일부는 과일 시럽을 사용했다. 맛에는 생강, 초콜릿, 갈색 빵가루, 그리고 파르메산 치즈로 맛을 낸 것이 포함되었다.

### 북아메리카
북아메리카에서 아이스크림에 대한 초기 언급은 1744년에 나온다. "희귀한 것들 사이에 [...] 맛있는 아이스크림이 있었는데, 딸기와 우유를 곁들이면 정말 맛있었다." 이는 블랜드 주지사 부인이 제공했다.
아이스크림을 미국에 처음 가져온 사람이 누구인지는 알 수 없다. 제과업자들은 식민지 시대에 뉴욕과 다른 도시의 상점에서 아이스크림을 판매했다. 벤저민 프랭클린, 조지 워싱턴, 토머스 제퍼슨은 아이스크림을 정기적으로 먹고 제공한 것으로 알려져 있다. 뉴욕 채텀 스트리트의 한 상인이 보관한 기록에 따르면, 조지 워싱턴은 1790년 여름에 아이스크림에 약 200달러를 지출했다. 같은 기록에는 토머스 제퍼슨 대통령이 아이스크림을 만드는 18단계 레시피를 가지고 있었다. 제퍼슨이 아이스크림을 미국에 도입한 것은 널리 알려진 것과 달리 사실이 아니지만, 그는 바닐라 아이스크림을 도입하는 데 도움을 주었다. 영부인 돌리 매디슨, 미국 대통령 제임스 매디슨의 부인,은 1813년 남편의 취임 무도회에서 아이스크림을 제공했다.
작은 수동식 아이스크림 냉동기는 아그네스 마셜이 영국에서, 낸시 존슨이 미국에서 1840년대에 발명했다.

### 인기 확산

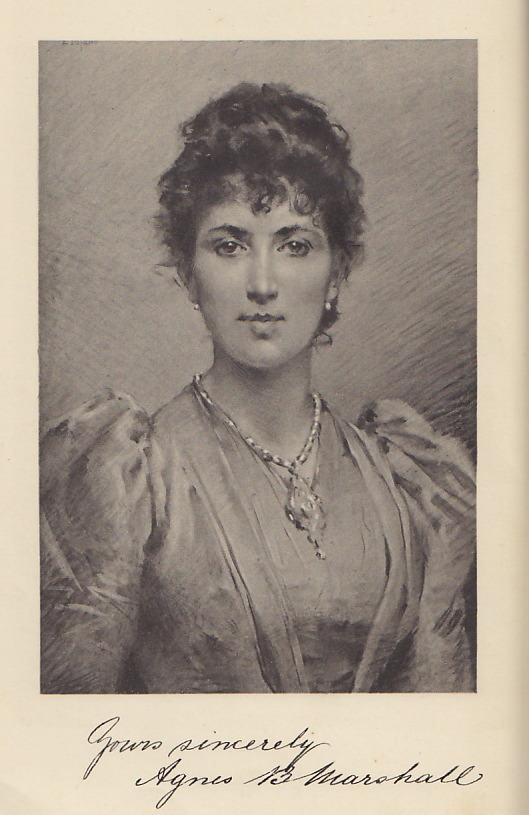
아그네스 마셜 - "얼음의 여왕"으로 불리며 아이스크림을 유행시키는 데 중요한 역할을 했다.

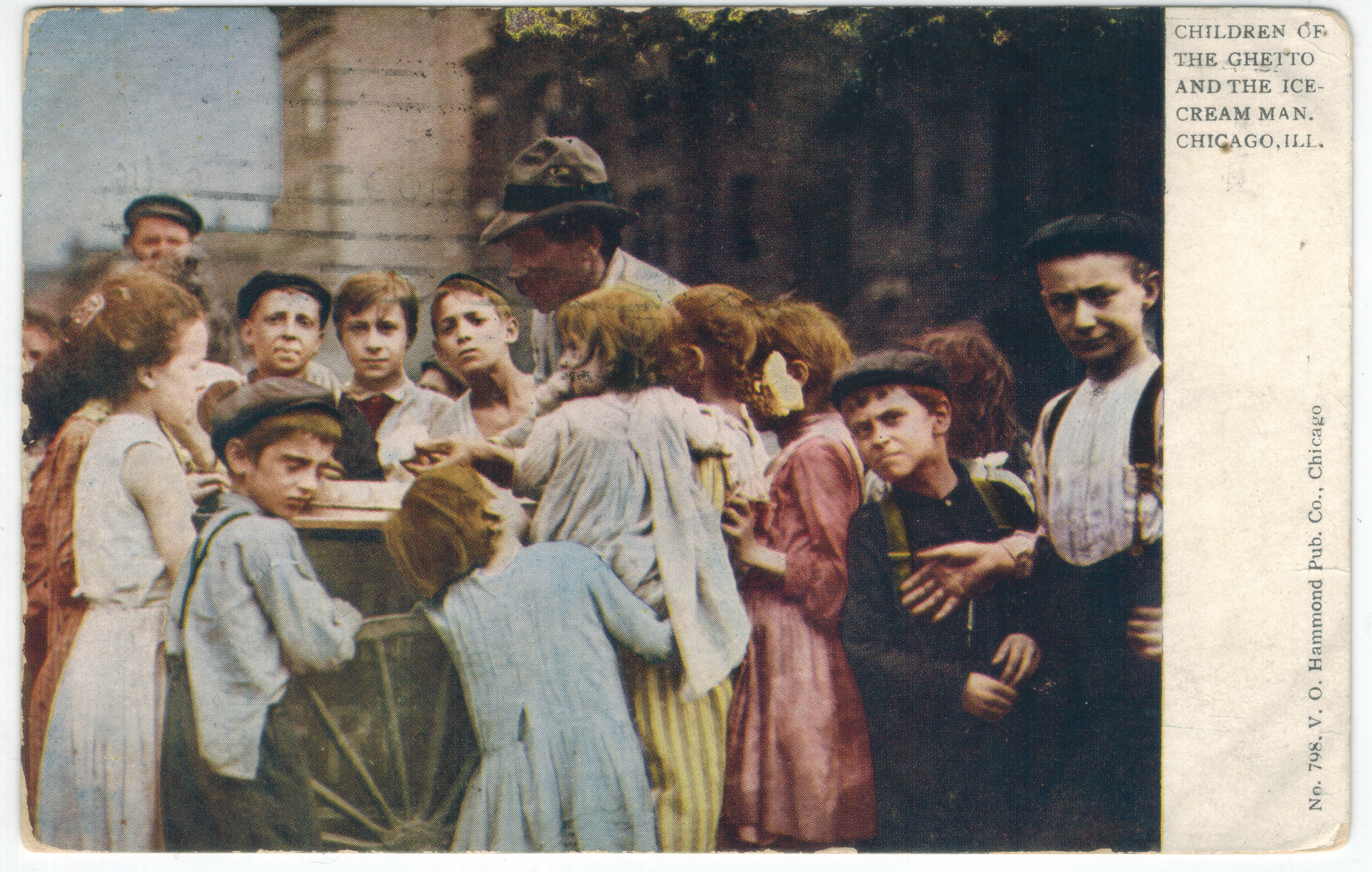
1909년 시카고의 아이스크림 판매상을 에워싼 아이들.

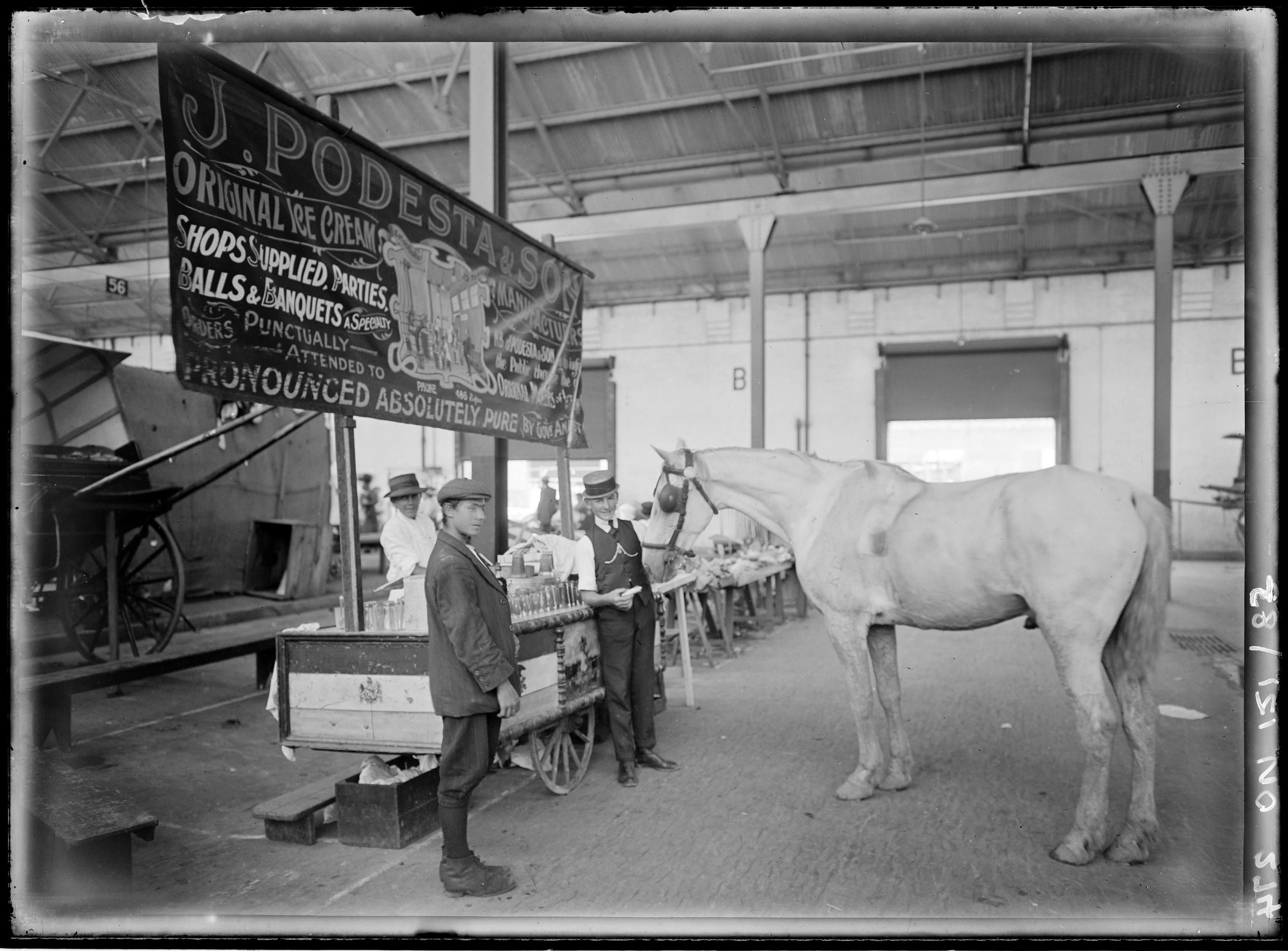
J. 포데스타, 아이스크림 제조업자의 가판대, 시드니 시장, 약 1910년.

지중해 지역에서는 18세기 중반부터 아이스크림이 일반인들도 접할 수 있게 된 것으로 보인다. 아이스크림은 19세기 중반 영국에서 인기 있고 저렴해졌는데, 스위스 이민자 카를로 가티가 1851년 채링크로스 역 밖에 첫 가판대를 세웠을 때였다. 그는 조개껍질에 담은 아이스크림을 1페니에 팔았다. 그 전에는 아이스크림은 얼음 저장고에 접근할 수 있는 사람들만 맛볼 수 있는 비싼 간식이었다. 가티는 리젠트 운하 회사와의 계약에 따라 리젠트 운하에서 잘라낸 얼음을 보관하기 위한 '얼음 우물'을 건설했다. 1860년에는 사업을 확장하여 노르웨이에서 대규모로 얼음을 수입하기 시작했다.
뉴질랜드에서는 1866년에 아이스크림 광고가 신문에 실렸는데, 이는 웰링턴에서 아이스크림을 처음으로 판매한다는 주장이었다. 1875년부터 상업적 생산이 시작되었다. 아이스크림은 20세기 내내 뉴질랜드에서 빠르게 인기를 얻었다. 2018년까지 수출되는 아이스크림 제품에는 아시아 시장을 겨냥한 말차와 같은 새로운 맛이 포함되었다.
영국에서 "얼음의 여왕"으로 불리는 아그네스 마셜은 아이스크림 레시피를 대중화하고 아이스크림 소비를 유행하는 중산층 활동으로 만드는 데 많은 기여를 했다. 그녀는 네 권의 책을 썼다: The Book of Ices (1885), Mrs. A.B. Marshall's Book of Cookery (1888), Mrs. A.B. Marshall's Larger Cookery Book of Extra Recipes (1891), Fancy Ices (1894). 그리고 요리에 대한 공개 강연을 했다. 그녀는 심지어 액체 질소를 사용하여 아이스크림을 만들 것을 제안하기도 했다.
아이스크림 소다는 1870년대에 발명되어 아이스크림의 인기를 더했다. 이 차가운 간식의 발명은 1874년 미국인 로버트 그린에게 기인하지만, 그의 주장을 증명할 결정적인 증거는 없다. 아이스크림 선디는 19세기 후반에 유래되었다. 일부 자료는 선디가 일요일에 소다 판매를 금지하는 청교도법을 피하기 위해 발명되었다고 말한다. 선디의 발상지라고 주장하는 도시로는 버펄로, 투 리버스, 이타카, 에번스턴이 있다. 아이스크림 콘과 바나나 스플릿은 모두 20세기 초에 인기를 얻었다.
콘이 아이스크림을 담는 식용 용기로 사용되었다는 최초의 언급은 1888년 Mrs. A.B. Marshall의 Cookery Book에 나온다. 그녀의 "크림을 곁들인 코르넷" 레시피에는 "코르넷은 아몬드로 만들어 오븐에 구웠고, 철판 사이에 눌러 만들지 않았다"고 쓰여 있다. 아이스크림 콘은 1904년 세인트루이스 세계 박람회에서 미국에서 대중화되었다.
20세기의 아이스크림 역사는 큰 변화와 접근성 및 인기의 증가를 보였다. 20세기 초 미국에서는 아이스크림 소다가 소다 가게, 소다 분수, 아이스크림 가게에서 인기 있는 간식이었다. 금주법 시대 동안 소다 분수는 어느 정도 술집과 선술집과 같은 불법 주류 판매 시설을 대체했다.
값싼 냉장고가 보편화되면서 20세기 후반에 아이스크림은 전 세계적으로 인기를 얻었다. 아이스크림 가게와 다양한 맛과 종류가 폭발적으로 증가했다. 판매자들은 종종 다양성을 기반으로 경쟁했다. 하워드 존슨 레스토랑은 "28가지 맛의 세계"를 광고했고, 배스킨라빈스는 "한 달에 하루 하나씩" 31가지 맛을 마케팅 전략의 초석으로 삼았다 (현재 이 회사는 1,000가지 이상의 종류를 개발했다고 자랑한다).
20세기의 중요한 발전 중 하나는 공기를 더 많이 혼합하여 비용을 절감하는 소프트 아이스크림의 도입이었다. 소프트 아이스크림 기계는 수도꼭지에서 콘이나 접시를 채운다. 미국에서는 데어리 퀸, 카벨, 테이스티-프리즈와 같은 체인점들이 소프트 아이스크림을 대중화하는 데 기여했다. 배스킨라빈스는 나중에 이를 메뉴에 통합했다.
이러한 기술 혁신은 아이스크림에 다양한 식품 첨가물을 도입했으며, 특히 안정제인 글루텐을 첨가하여 일부 사람들은 불내증을 가지고 있다. 이러한 문제에 대한 최근의 인식은 많은 제조업체들이 글루텐 프리 아이스크림을 생산하기 시작하게 했다.
1980년대에는 벤 & 제리스, 초콜릿 숍 아이스크림 회사 및 하겐다즈와 같은 브랜드로 "프리미엄" 및 "슈퍼 프리미엄" 종류의 두꺼운 아이스크림이 판매되었다.

## 구성
아이스크림은 물, 얼음, 유지방, 우유 단백질, 설탕 및 공기로 만들어진 콜로이드 유화액이다. 물과 지방은 중량 기준으로 가장 높은 비율을 차지하여 지방구로 분산된 상을 갖는 유화액을 형성한다. 이 유화액은 공기방울을 통합하여 거품으로 변환되며, 이 공기방울은 얼어서 분산된 얼음 세포를 형성한다. 지방의 트리아실글리세롤은 비극성이며 반데르발스 상호작용에 의해 서로 달라붙는다. 물은 극성이므로 지방 분산을 위해 유화제가 필요하다. 또한 아이스크림은 가벼운 질감에 기여하는 거품 콜로이드 상을 가지고 있다. 아이스크림에 존재하는 카세인 및 유청 단백질과 같은 우유 단백질은 양친매성이며, 물을 흡착하고 미셀을 형성하여 그 농도에 기여할 수 있다. 단백질은 유화, 통기 및 질감에 기여한다. 이당류인 수크로스는 일반적으로 감미료로 사용된다. 우유에 존재하는 당인 락토스는 어는점을 낮춘다. 따라서 얼릴 때 일부 물은 얼지 않은 상태로 남아 딱딱한 질감을 주지 않는다. 너무 많은 락토스는 과도한 어는점 저하 또는 락토스 결정화로 인해 이상적이지 않은 질감을 초래한다.

## 생산

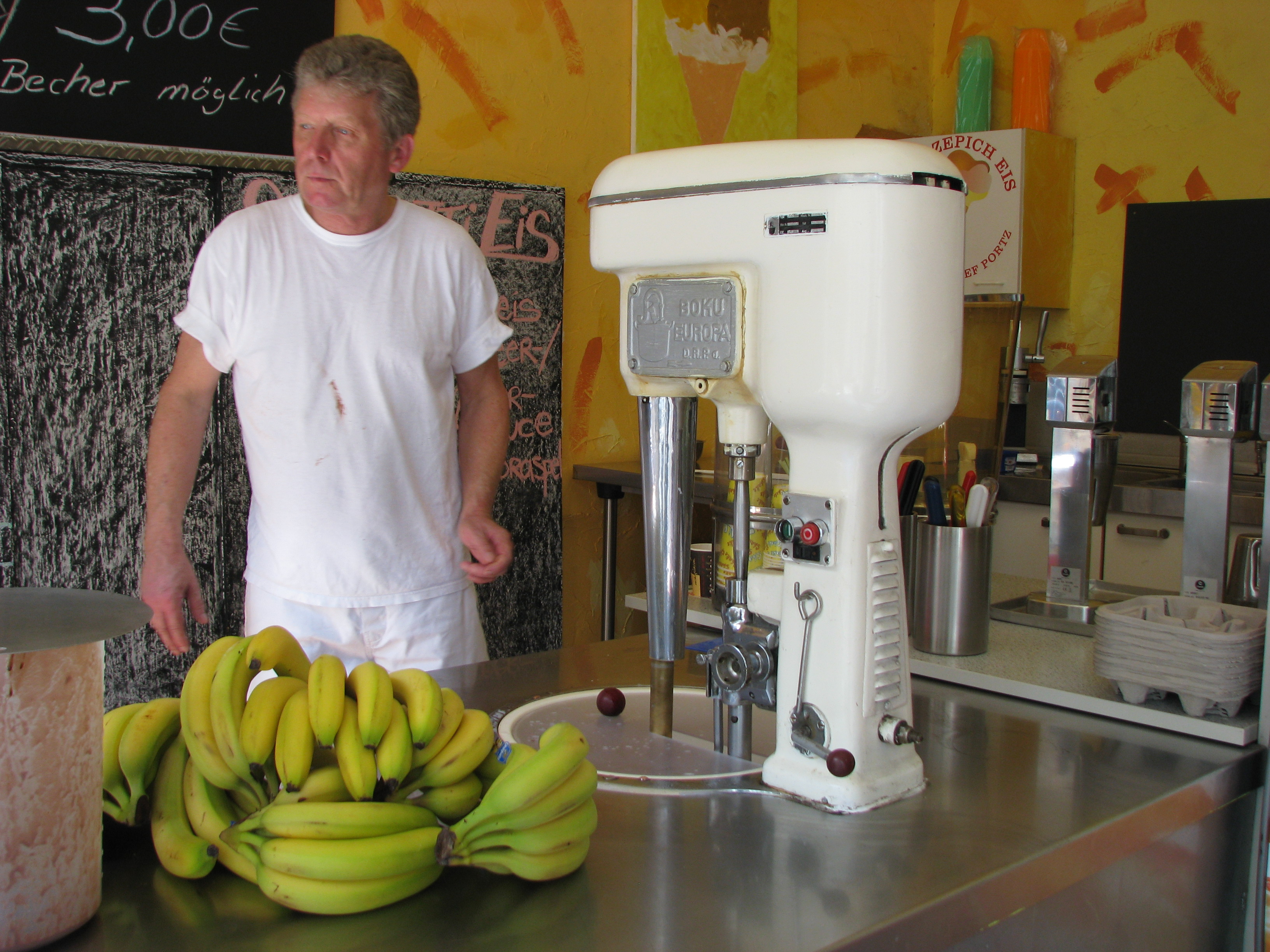
독일 아헨의 보쿠 에우로파 아이스크림 제조기

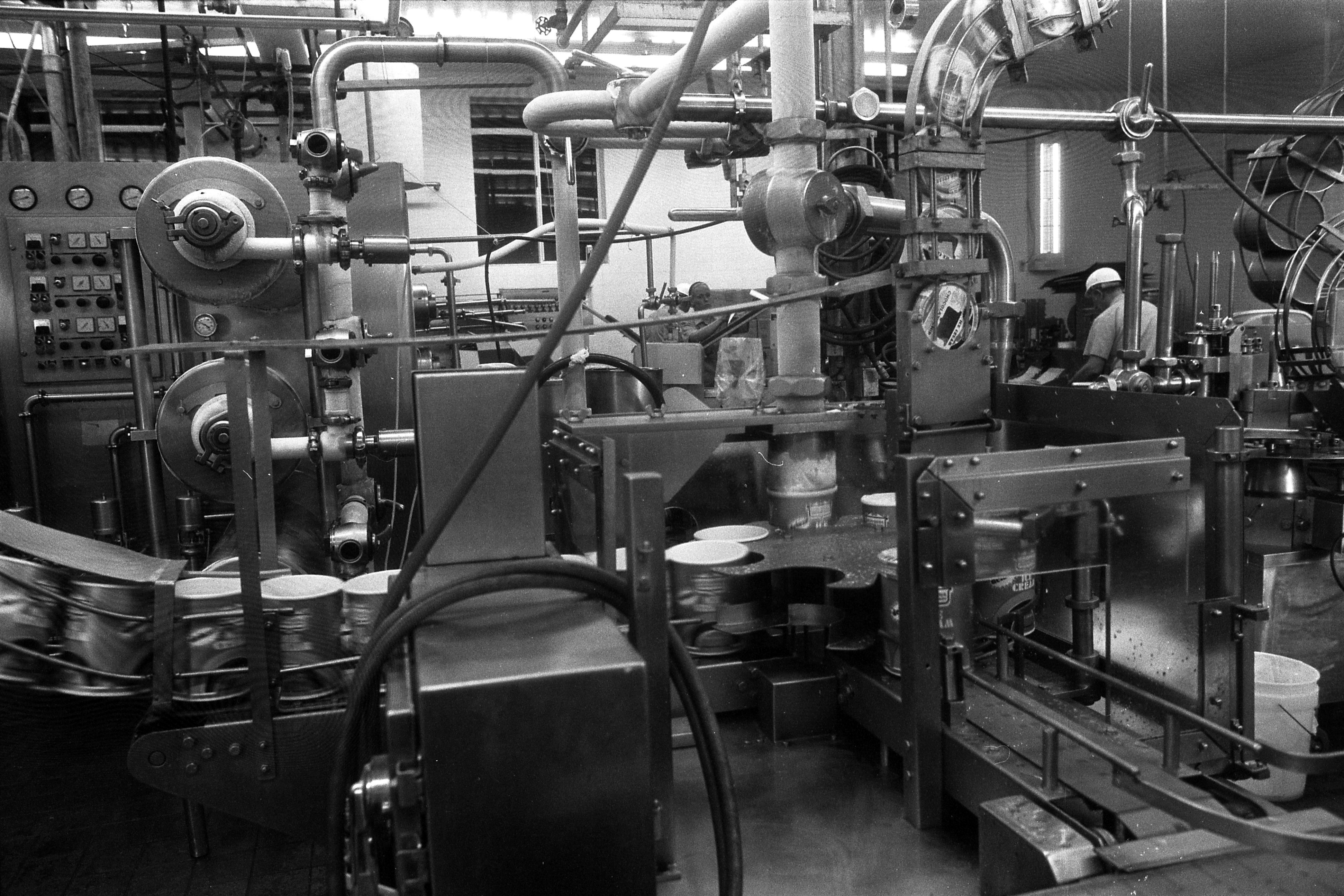
미국 로스앤젤레스의 아이스크림 공장

현대식 냉장고가 개발되기 전에는 아이스크림은 특별한 경우에만 맛볼 수 있는 사치품이었다. 아이스크림을 만드는 것은 매우 힘들었다. 겨울에는 호수나 연못에서 얼음을 잘라 땅속 구멍이나 짚으로 단열된 나무 틀 또는 벽돌 빙실에 보관했다. 미국 대통령 조지 워싱턴과 토머스 제퍼슨을 포함한 많은 농부와 농장주들은 겨울에 얼음을 잘라 여름에 사용하기 위해 보관했다. 보스턴의 프레데릭 튜더는 얼음 수확 및 운송을 사업으로 만들었고, 뉴잉글랜드에서 얼음을 잘라 전 세계로 운송했다.
아이스크림은 얼음과 소금으로 채워진 통 안에 큰 그릇을 놓고 손으로 만들었다. 이를 냄비 냉동 방식이라고 한다. 프랑스 제과업자들은 냄비 냉동 방식을 개선하여 sorbetière (뚜껑에 손잡이가 달린 덮개가 있는 통)에서 아이스크림을 만들었다. 냄비 냉동 방식에서는 으깬 얼음과 소금의 혼합물로 재료의 온도를 낮춘다. 소금물은 얼음에 의해 냉각되며, 소금이 얼음에 작용하여 얼음이 (부분적으로) 녹으면서 잠열을 흡수하고 혼합물을 순수한 물의 어는점 이하로 낮춘다.
냉각을 위해 얼음과 소금을 사용하는 수동식 교반기가 냄비 냉동 방식을 대체했다. 수동식 냉동기의 정확한 기원은 알려지지 않았지만, 미국 최초의 특허는 1843년 9월 9일 낸시 존슨에게 발급된 #3254였다. 수동식 교반기는 냄비 냉동기보다 더 부드러운 아이스크림을 더 빨리 생산했다. 많은 발명가들이 존슨의 디자인을 개선한 특허를 냈다.
유럽과 미국에서 아이스크림은 주로 제과업자와 케이터링 업자와 같은 소규모 사업체에서 만들어지고 판매되었다. 메릴랜드주 볼티모어의 야콥 푸셀은 아이스크림을 대규모로 제조한 최초의 인물이었다. 푸셀은 펜실베이니아주 요크 카운티의 농부들로부터 신선한 유제품을 구입하여 볼티모어에서 판매했다. 유제품에 대한 불안정한 수요로 인해 종종 크림이 남아돌았고, 그는 이를 아이스크림으로 만들었다. 그는 1851년 펜실베이니아주 세븐 밸리에 첫 아이스크림 공장을 건설했다. 2년 후, 그는 공장을 볼티모어로 이전했다. 나중에 그는 몇몇 다른 도시에도 공장을 열었고, 다른 사람들에게 사업을 가르쳐 그들이 직접 공장을 운영하도록 했다. 대량 생산은 아이스크림 비용을 줄이고 인기를 더했다.
1870년대 독일 공학자 카를 폰 린데가 산업용 냉장 기술을 개발하면서 자연 얼음을 자르고 보관할 필요가 없어졌고, 1926년 냉동고가 완성되면서 아이스크림의 상업적 대량 생산과 현대 아이스크림 산업의 탄생이 이루어졌다.
현대에는 가정에서 아이스크림을 만드는 일반적인 방법은 아이스크림 제조기를 사용하는 것이다. 이는 가정용 냉동고 안에서 아이스크림 혼합물을 냉각시키면서 휘젓는 전기 장치이다. 더 비싼 일부 모델은 내장된 냉동 요소를 가지고 있다. 더 새로운 방법은 혼합물에 액체 질소를 첨가하고 몇 초 동안 숟가락이나 주걱으로 저어주는 것이다. 헤스턴 블루먼솔이 가정 요리사에게 이상적이라고 주장하는 유사한 기술은 혼합물에 드라이아이스를 첨가하고 몇 분 동안 저어주는 것이다.
2차 세계대전 중 남태평양에 주둔한 미군 전투기 조종사들이 아이스크림을 만드는 특이한 방법을 사용했다. 그들은 항공기에 5-미국-갤런 (19 L) 캔 두 개를 부착했다. 캔에는 작은 프로펠러가 장착되어 있었는데, 이는 미끄럼 공기 흐름에 의해 회전하며 교반기를 구동하여 고고도의 강렬한 추위 속에서 혼합물을 휘저어 얼렸다. 유럽의 B-17 승무원들도 폭격 비행 중에 비슷한 작업을 했으며 다른 비행사들도 마찬가지였다.

## 소매 판매

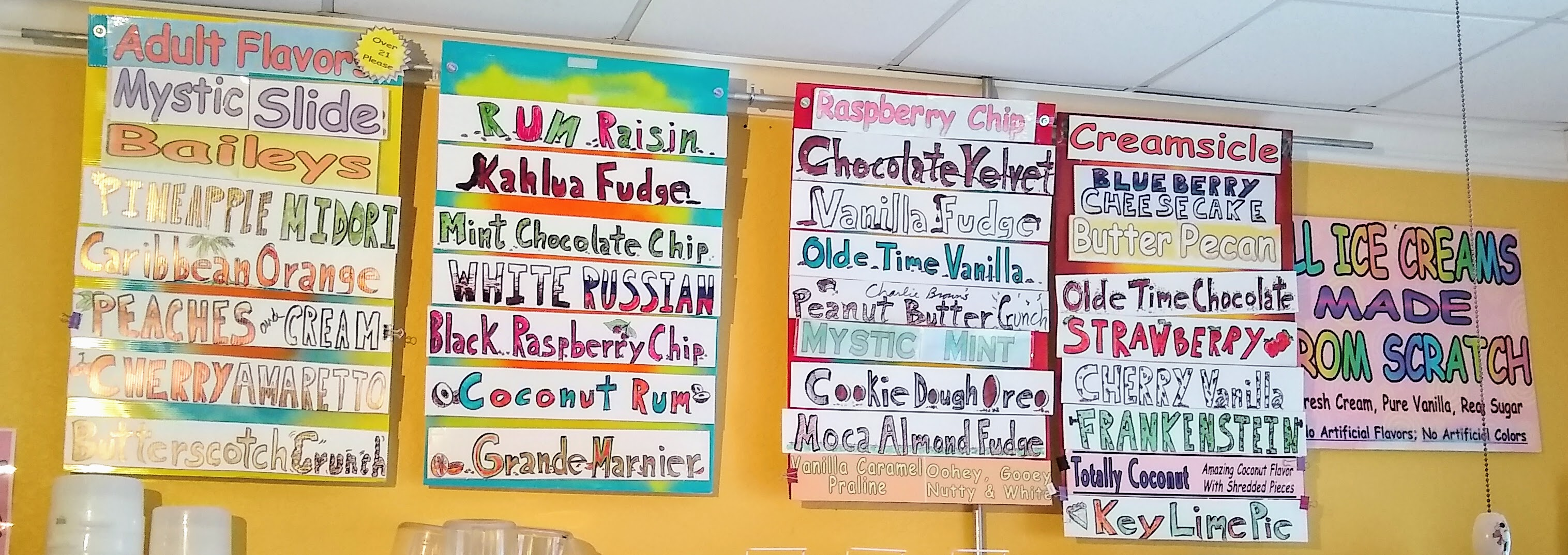
플루트랜드 공원 (플로리다주)의 한 아이스크림 가게에서 선택할 수 있는 아이스크림 맛들

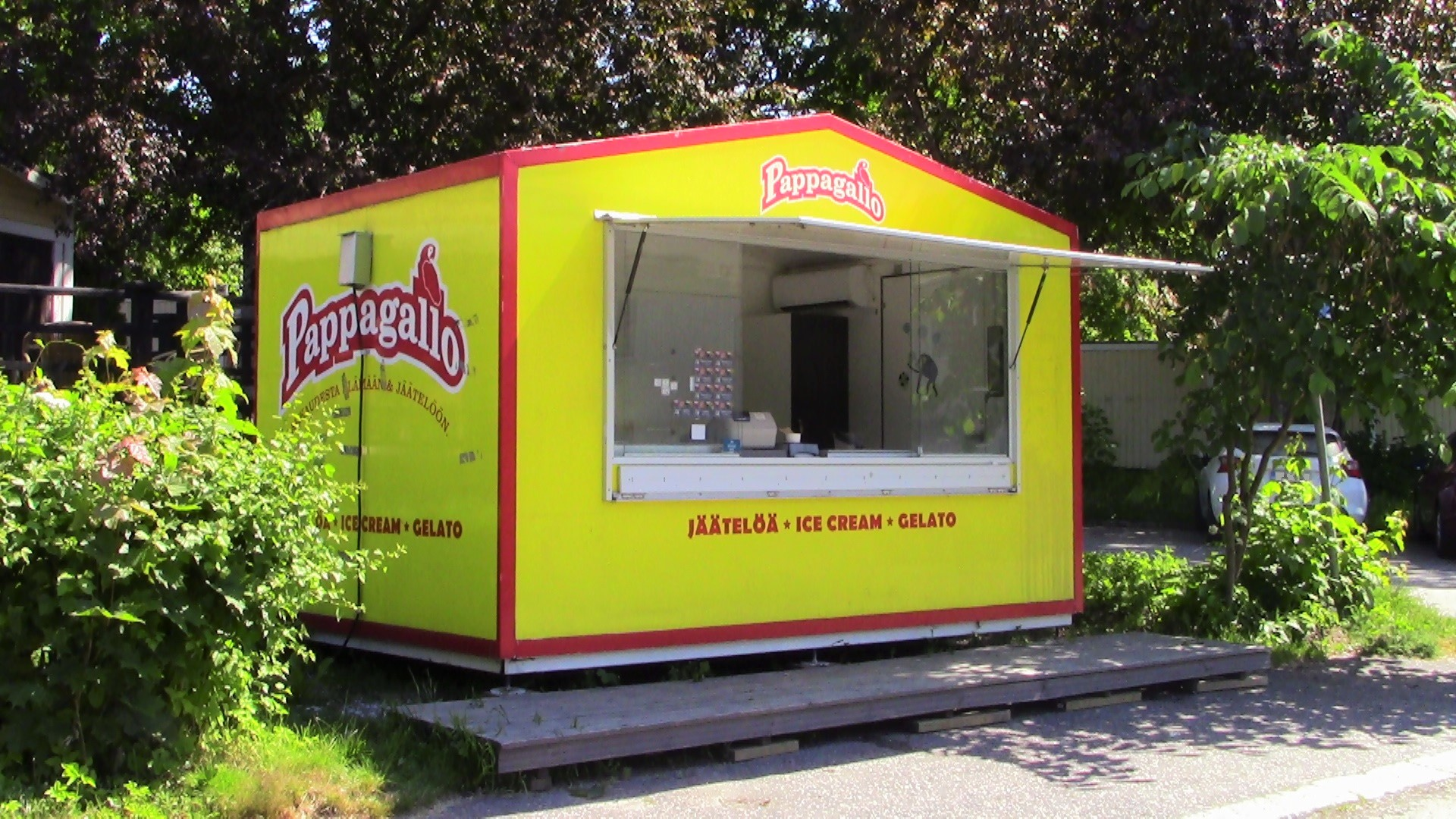
탐미사리의 아이스크림 판매점

아이스크림은 대량 생산이 가능하므로 선진국에서는 널리 구할 수 있다. 아이스크림은 슈퍼마켓과 식료품점에서 큰 카르통 (통과 스크라운드)으로, 아이스크림 가게, 편의점, 밀크바에서 소량으로, 그리고 공공 행사에서 작은 손수레나 밴에서 개별 서빙으로 구입할 수 있다. 2015년 미국은 거의 900백만 미국 갤런 (3.4×109 l; 750,000,000 imp gal)의 아이스크림을 생산했다.

### 전문 직업

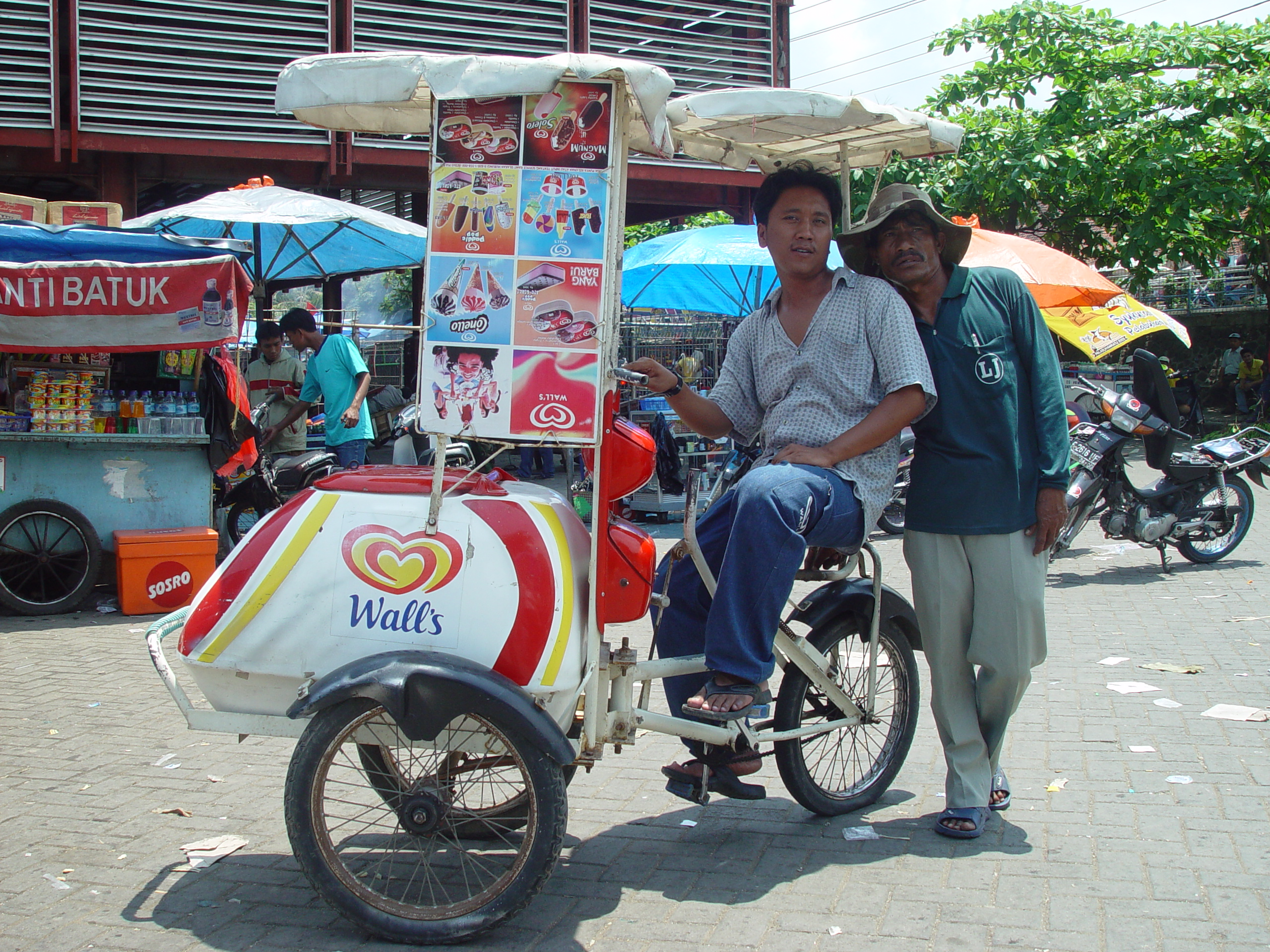
인도네시아의 자전거 기반 아이스크림 노점상

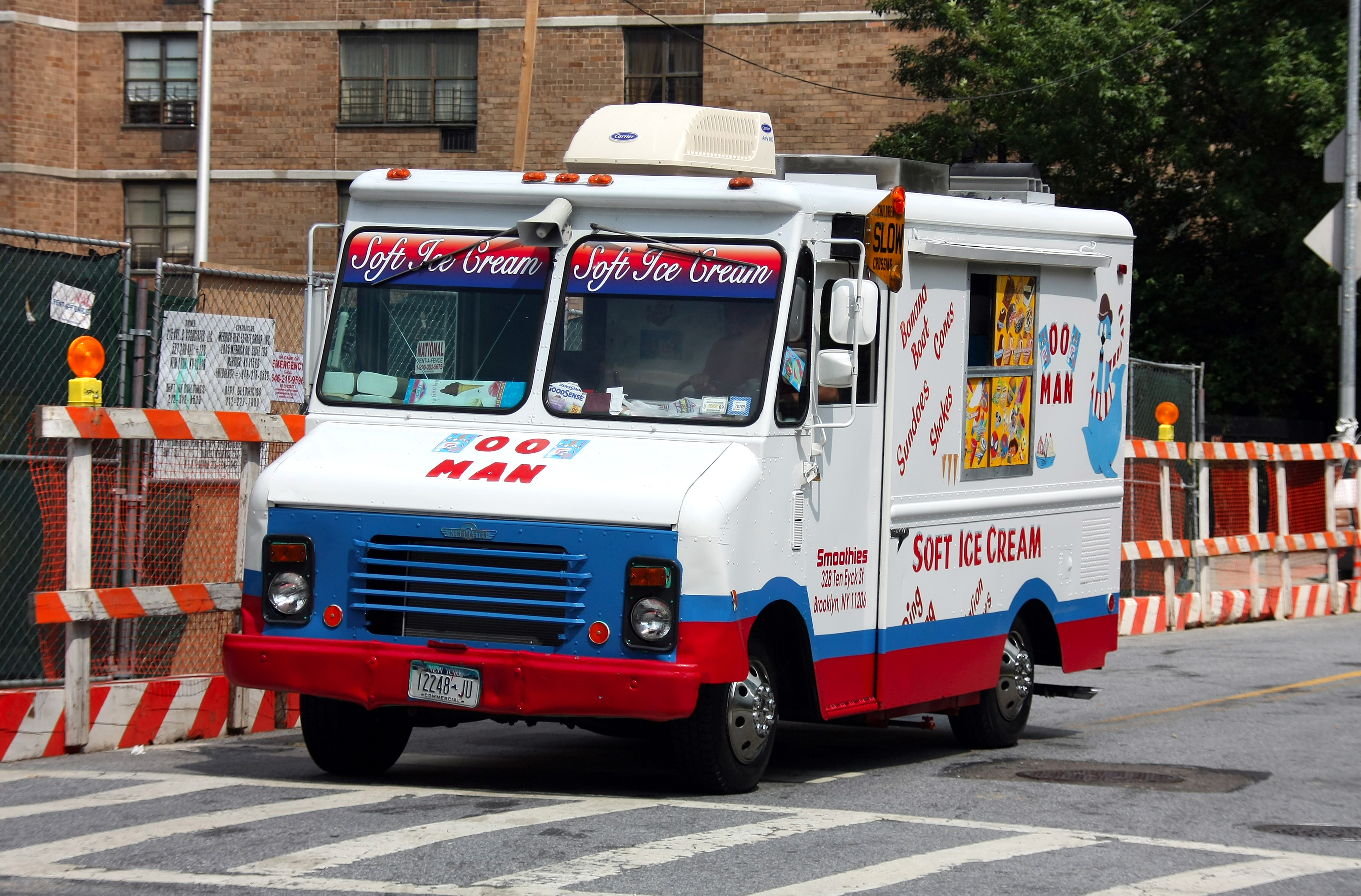
아이스크림 밴 판매원 배달

오늘날에는 아이스크림 판매를 전문으로 하는 직업이 있다. 이 전문 분야에서 일하는 사람의 직함은 종종 '아이스크림맨'이라고 불리지만, 여성도 아이스크림 판매를 전문으로 한다. 이 직종의 사람들은 종종 해변에서 아이스크림을 판매한다. 해변에서는 아이스크림을 아이스크림이 가득 찬 상자를 들고 다니는 사람이 판매하거나, 해변 꼭대기까지 차를 몰고 와서 종을 울리는 사람이 판매한다. 두 번째 방법에서는 사람들이 해변 꼭대기까지 가서 아이스크림 밴에 있는 아이스크림 판매원에게 직접 아이스크림을 구입한다. 터키와 호주에서는 아이스크림을 때때로 가슴 냉동고를 갖춘 작은 동력 보트에서 해변 방문객들에게 판매하기도 한다.
일부 아이스크림 유통업체는 냉장 밴이나 카트(미국에서는 보통 "아이스크림 트럭"이라고 함)에서 아이스크림 제품을 판매하며, 때로는 어린이 음악이나 민요("Turkey in the Straw" 등)를 재생하는 스피커가 장착되어 있다. 아이스크림 밴의 운전사는 동네를 돌아다니며 종종 한 블록마다 정차한다. 아이스크림 밴의 판매원은 큰 창문을 통해 아이스크림을 판매하며, 이 창문은 고객이 아이스크림을 요청하고 결제하는 곳이기도 하다. 영국의 아이스크림 밴은 실제 음악 대신 음악상자 소리를 낸다.

## 재료 및 정의

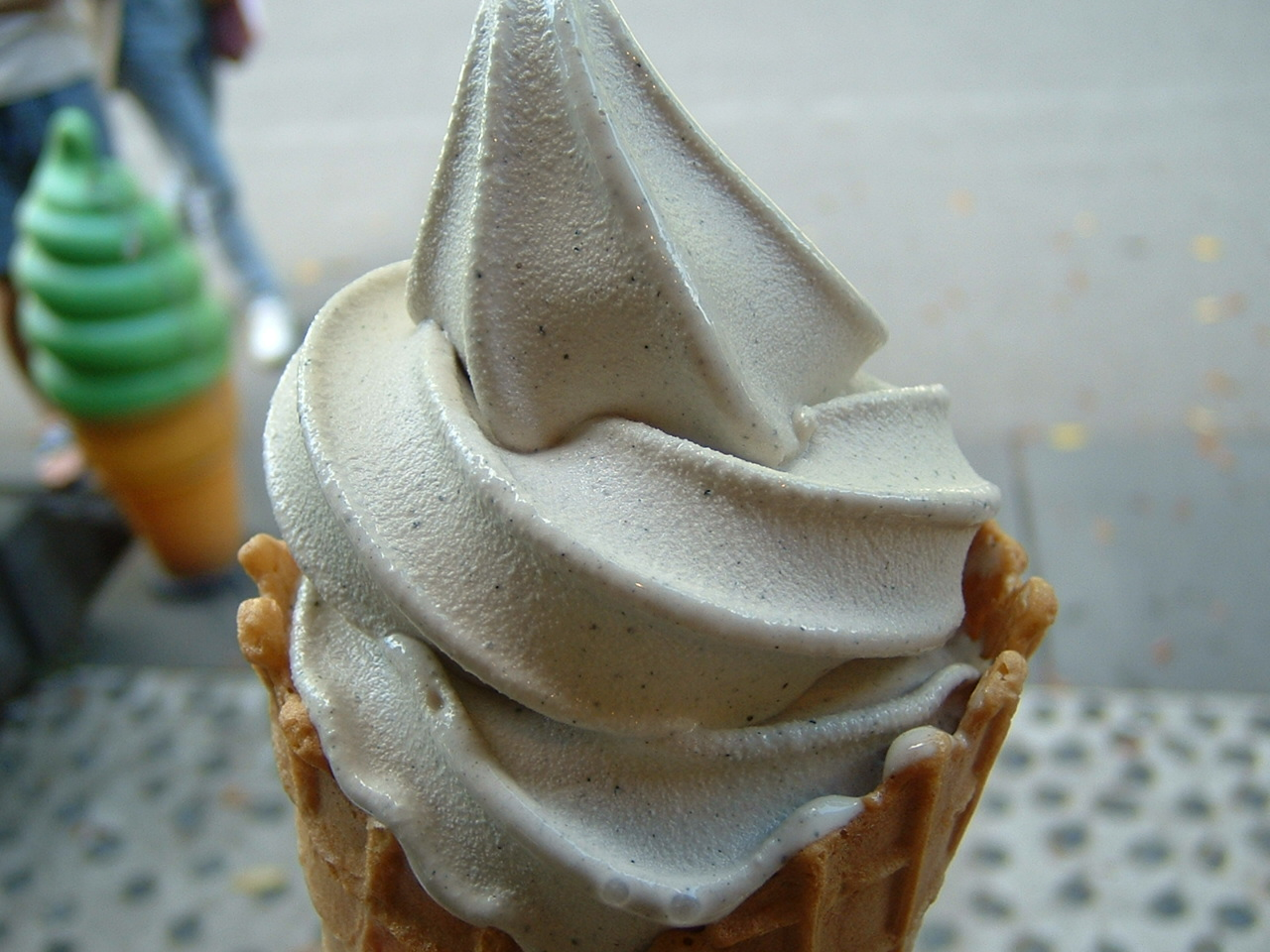
일본의 흑임자 소프트 아이스크림

많은 나라들이 아이스크림으로 설명될 수 있는 것에 대한 규제를 가지고 있다.
영국에서는 식품 라벨링 규정(1996)에 따라 영국 내에서 아이스크림으로 판매되려면 최소 5%의 유지방과 2.5%의 우유 단백질을 함유해야 한다. 유럽 연합의 나머지 지역에서는 유럽 아이스크림 협회라는 무역 단체가 최소 5%의 유제품 지방 함량을 요구한다. 2015년에는 이러한 규제가 완화되어 영국에서 제품이 "아이스크림"으로 판매되기 위해 유지방이나 단백질을 함유할 필요가 없게 되었지만, "유제품 아이스크림"으로 표기되려면 여전히 최소 5%의 유지방이 필요하다. 이 변화 이후, 영국에서 "아이스크림"으로 표기된 많은 제품들은 유지방 대신 팜유, 코코넛기름, 식물성 지방과 같은 더 저렴한 대체품을 사용한다.
미국에서는 FDA 규정에 따르면 "아이스크림"으로 설명되려면 제품이 다음 구성을 가져야 한다.
- 10% 이상의 유지방
- 6~10%의 우유 및 무지방 우유 고형분: 이 구성 요소는 우유에서 발견되는 단백질 (카세인과 유청 단백질) 및 탄수화물 (락토스)을 포함하는 우유 고형분-무지방 또는 혈청 고형분으로도 알려져 있다.

일반적으로 다음과 같은 것도 포함된다.
- 12~16%의 감미료: 일반적으로 수크로스와 옥수수 시럽 감미료의 조합
- 0.2~0.5%의 안정제 및 유화제
- 55~64%의 물: 우유 또는 기타 재료에서 유래

이러한 구성은 중량 백분율이다. 아이스크림은 부피로 공기를 절반까지 포함할 수 있으므로, 부피로 인용될 경우 이러한 수치는 절반까지 줄어들 수 있다. 식이 고려 사항 측면에서는 중량 백분율이 더 관련성이 높다. 저지방 제품조차도 높은 칼로리 함량을 가진다. 예를 들어, 벤 & 제리스의 무지방 바닐라 퍼지는 높은 설탕 함량으로 인해 반 컵당 150 칼로리 (630 kJ)를 포함한다.
캐나다의 식품의약품법 및 규정에 따르면, 캐나다의 아이스크림은 "아이스크림 믹스"와 "아이스크림"으로 나뉜다. 각각 다른 규정 세트를 가진다.
- "아이스크림"은 최소 10%의 유지방을 함유해야 하며, 리터당 최소 180 그램 (6.3 oz)의 고형분을 함유해야 한다. 코코아, 초콜릿 시럽, 과일, 견과류 또는 제과류가 첨가될 경우 유지방 비율은 8%가 될 수 있다.[68]
- "아이스크림 믹스"는 아직 얼지 않은 크림, 우유 및 기타 유제품의 저온 살균 혼합물로 정의된다.[67] 이는 달걀, 인공 또는 비인공 향료, 코코아 또는 초콜릿 시럽, 식품 색소, 혼합물의 pH 수준을 조절하는 물질, 소금, 아이스크림 믹스의 0.5%를 초과하지 않는 안정제, 식품 색소를 보존하는 킬레이트화제, 혼합물의 1%를 초과하지 않는 식용 카세인, 아이스크림 믹스의 0.35%를 초과하지 않는 프로필렌글리콜 모노 지방산, 혼합물의 0.035%를 초과하지 않는 솔비탄 트리스테아레이트를 포함할 수 있다.[67] 아이스크림 믹스는 36% 미만의 고형분을 포함할 수 없다.[67]

## 물리적 특성

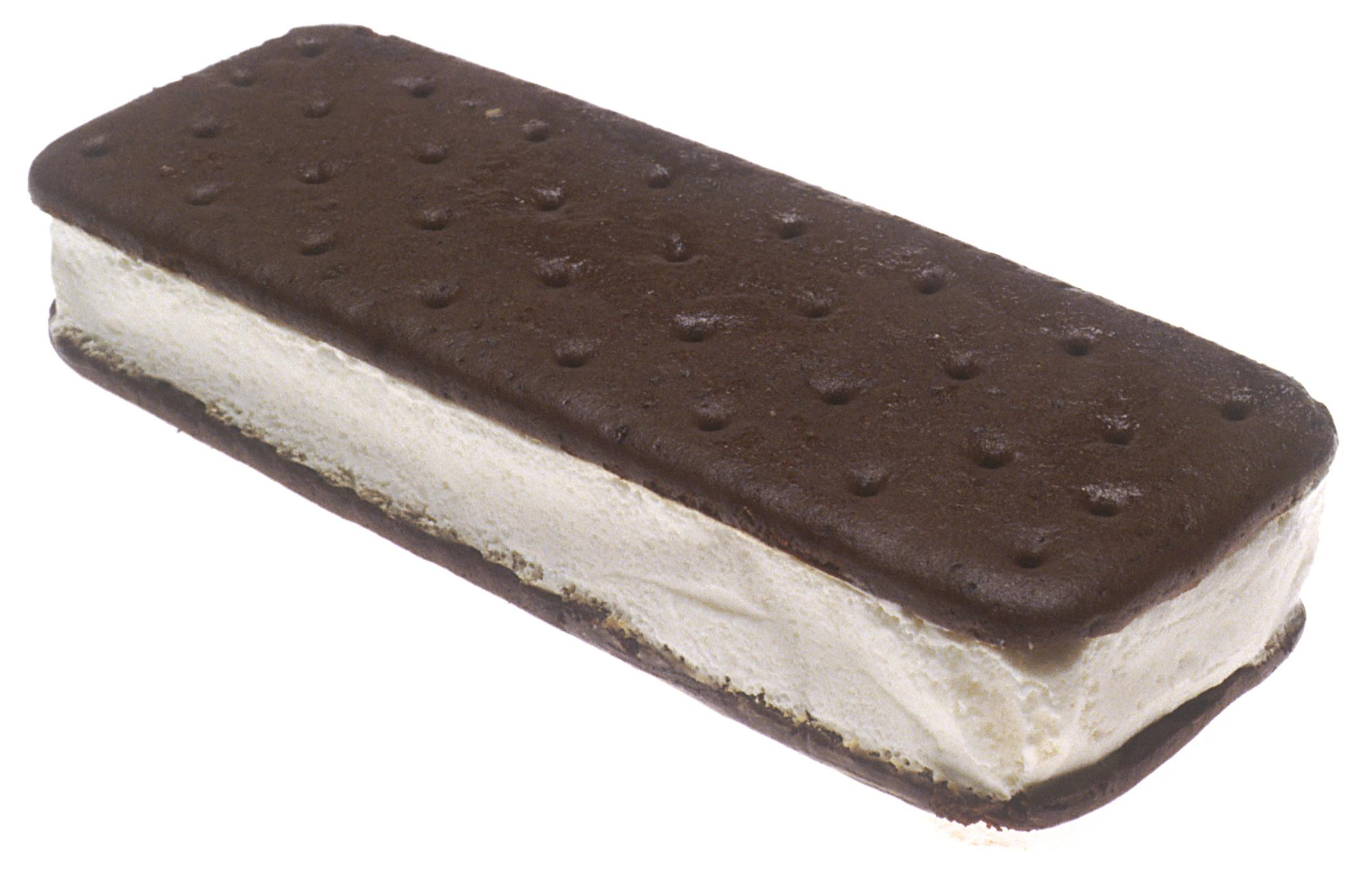
아이스크림 샌드위치

아이스크림은 콜로이드 시스템으로 간주된다. 그것은 아이스크림 결정과 응집체, 벌크에 작은 거품을 형성하여 아이스크림과 섞이지 않는 공기, 그리고 부분적으로 합쳐진 지방 구형으로 구성된다. 이 모든 작은 입자로 만들어진 분산상은 설탕, 단백질, 염, 다당류 및 물로 구성된 얼지 않은 연속상으로 둘러싸여 있다. 이들의 상호작용이 아이스크림의 특성, 즉 부드럽고 휘몰아치는지 또는 딱딱한지를 결정한다.

### 오스트발트 숙성

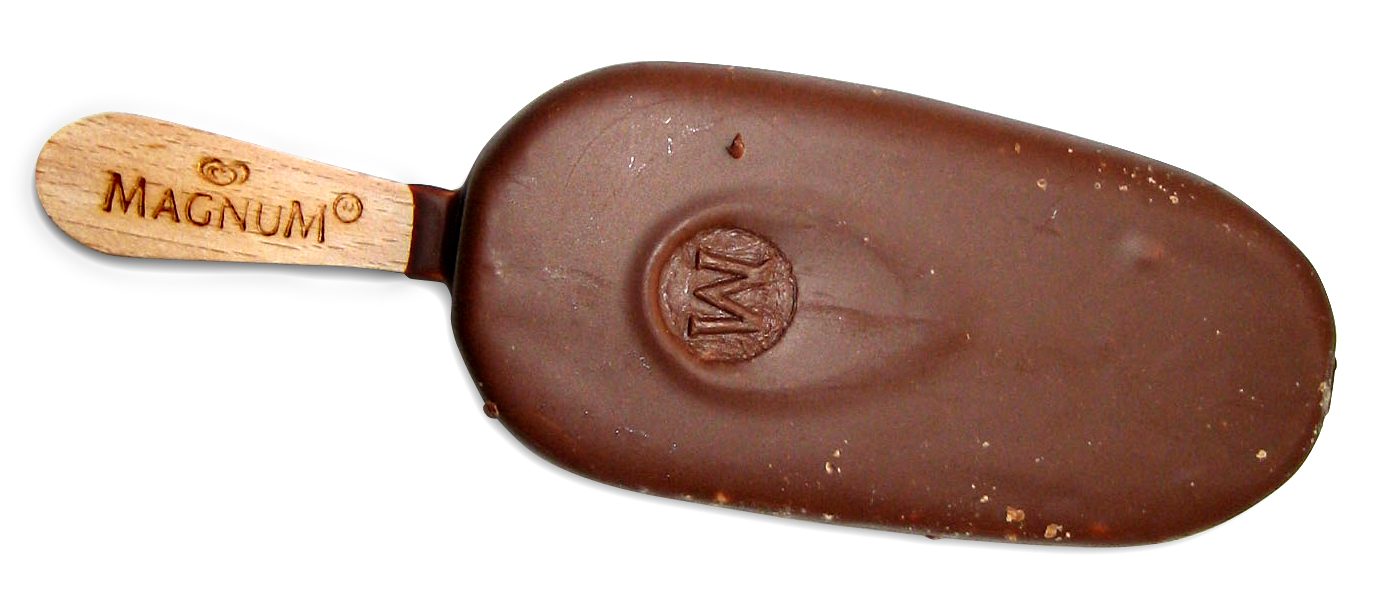
초콜릿 코팅 매그넘 아이스크림 바

오스트발트 숙성은 분산상에서 작은 결정들을 희생시키면서 큰 결정들이 성장하는 현상을 설명한다. 이 과정은 이동성 재결정화라고도 불린다. 이는 날카로운 결정의 형성을 포함한다. 오스트발트 재결정화에 대한 이론은 일정 시간이 지나면 재결정화 과정이 다음 방정식으로 설명될 수 있음을 인정한다:
{\displaystyle r=r(0)+Rt\exp(1/n)}
여기서 r (0)은 초기 크기, n은 재결정화 순서, t는 속도 R (크기/시간 단위)에 의존하는 재결정화의 시간 상수이다.
아이스크림을 부드럽게 만들려면 재결정화가 가능한 한 느리게 발생해야 한다. 왜냐하면 작은 결정들이 부드러움을 생성하기 때문에 r은 감소해야 한다.

## 식품 안전 문제
식품 화학적 관점에서 아이스크림은 콜로이드 또는 거품이다. 식이 유화제는 아이스크림에서 중요한 역할을 한다. 콩 레시틴과 폴리소르베이트는 아이스크림 생산에 사용되는 두 가지 인기 있는 유화제이다. 2015년 생쥐 연구에 따르면 일반적으로 사용되는 두 가지 식이 유화제인 카르복시메틸셀룰로스 (CMC)와 폴리소르베이트 80 (P80)이 잠재적으로 염증성 장 질환, 체중 증가 및 기타 대사 증후군을 유발할 수 있다.

## 전 세계
전 세계적으로 다양한 문화권에서 아이스크림의 독특한 버전을 개발하여 현지 입맛과 선호도에 맞춰 제품을 조정해왔다.

### 개요

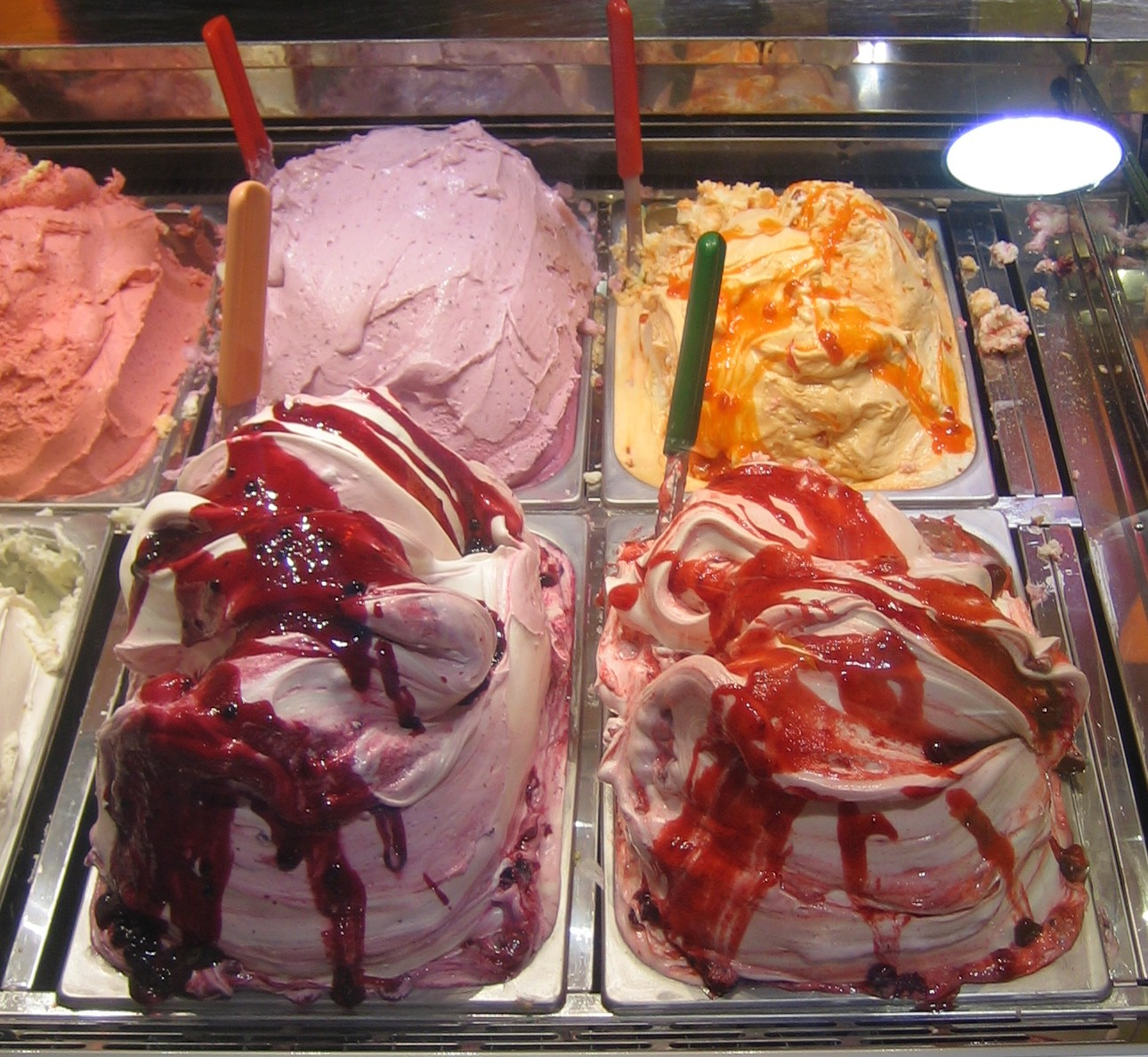
로마의 젤라토

이탈리아 아이스크림, 또는 젤라토로 알려진 아이스크림은 이탈리아의 전통적이고 인기 있는 디저트이다. 대부분의 생산은 여전히 각 가게에서 수제로 만들어지며 젤라테리에 프로두치오네 프로프리아에서 맛을 낸다. 젤라토는 전유, 설탕, 때로는 달걀, 그리고 천연 향료로 만들어진다. 일반적으로 지방 함량은 7~8%로, 아이스크림의 최소 10%보다 적다.
1인당 아이스크림 소비량은 호주인과 뉴질랜드인이 세계 최고 수준으로, 각각 연간 18 리터 (4.0 imp gal; 4.8 US gal)와 20 리터 (4.4 imp gal; 5.3 US gal)를 소비하며, 연간 1인당 23 리터 (5.1 imp gal; 6.1 US gal)를 소비하는 미국에 이어 2위를 차지한다.
골라스는 면도를 한 얼음을 막대기 모양으로 뭉쳐 맛을 낸 설탕 시럽에 담근 여름 간식으로, 달콤새콤한 자문 과일로 만든 칼라 카타가 인기 있는 선택지이다.
스페인에서는 아이스크림이 종종 이탈리아 젤라토 스타일로 만들어진다. 스페인어 헬라도는 많은 카페나 전문 아이스크림 가게에서 찾을 수 있다. 전통적인 맛이 많이 판매되지만, 카페에서는 나타, 비올라, 카탈루냐 크림, 또는 티라미수와 같은 맛도 판매할 수 있다. 1980년대에 스페인 산업은 많은 창의적이고 특이한 아이스크림 바를 만드는 것으로 유명했다.
영국에서는 1,400만 명의 성인이 간식으로 아이스크림을 구입하며, 이 시장의 가치는 18억 파운드에 달한다(2024년 보고서 기준). 미국에서는 크림, 설탕, 향료(보통 과일)만으로 만든 아이스크림을 때때로 "필라델피아 스타일" 아이스크림이라고 부르기도 한다. 커스터드를 만들기 위해 달걀을 사용하는 아이스크림은 때때로 "프랑스 아이스크림"이라고 불린다. 미국 연방 라벨링 기준에 따르면 아이스크림은 최소 10%의 유지방을 함유해야 한다. 미국인들은 연간 1인당 약 23리터의 아이스크림을 소비하는데, 이는 세계에서 가장 많은 양이다. NPD 그룹에 따르면, 2008년 현재 미국에서 가장 인기 있는 아이스크림 맛은 바닐라와 초콜릿으로, 합계 시장 점유율은 40%이다.

## 콘

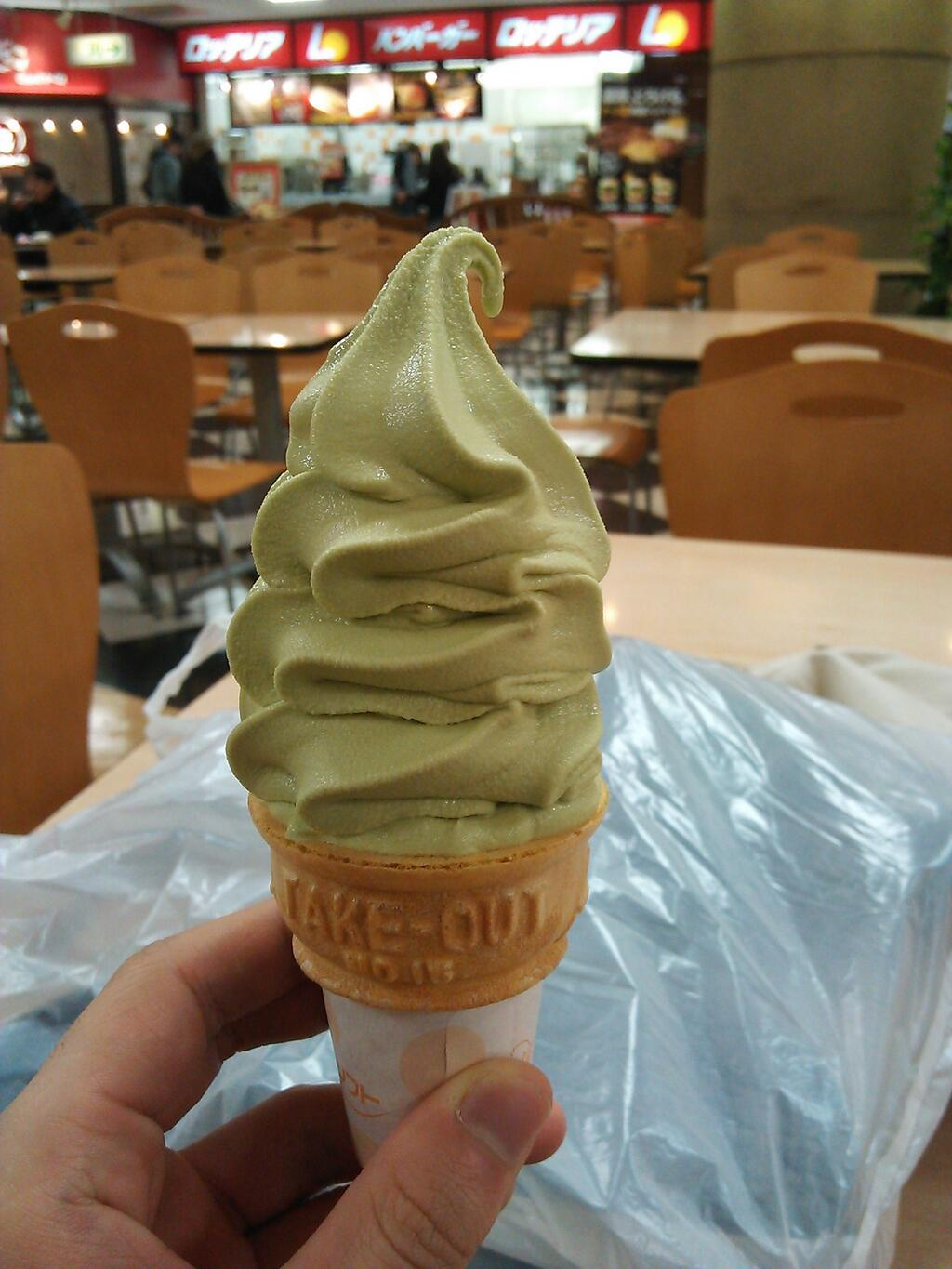
녹차 아이스크림 콘

1888년에 출판된 Mrs A. B. 마셜의 요리책은 콘에 아이스크림을 담아 제공하는 것을 권장했다. 아그네스 마셜은 당대의 유명한 요리 작가였으며 아이스크림을 대중화하는 데 기여했다. 그녀는 아이스크림 제조기를 특허 내고 제조했으며, 왕립 연구소에서 시연을 본 후 액화 가스를 사용하여 아이스크림을 얼리는 것을 처음으로 제안했다.
신뢰할 수 있는 증거에 따르면 아이스크림 콘은 19세기에 사용되었으며, 1904년 세인트루이스 세계 박람회에서 인기가 크게 증가했다. 전설에 따르면 박람회에서 한 아이스크림 판매원이 종이 접시가 다 떨어졌다. 옆 부스의 시리아 와플 판매원은 극심한 더위로 장사가 잘 되지 않자, 자신의 와플을 말아서 콘을 만들어 주겠다고 제안했다. 새로운 제품은 잘 팔렸고 다른 판매자들에게 널리 모방되었다.

## 극저온학

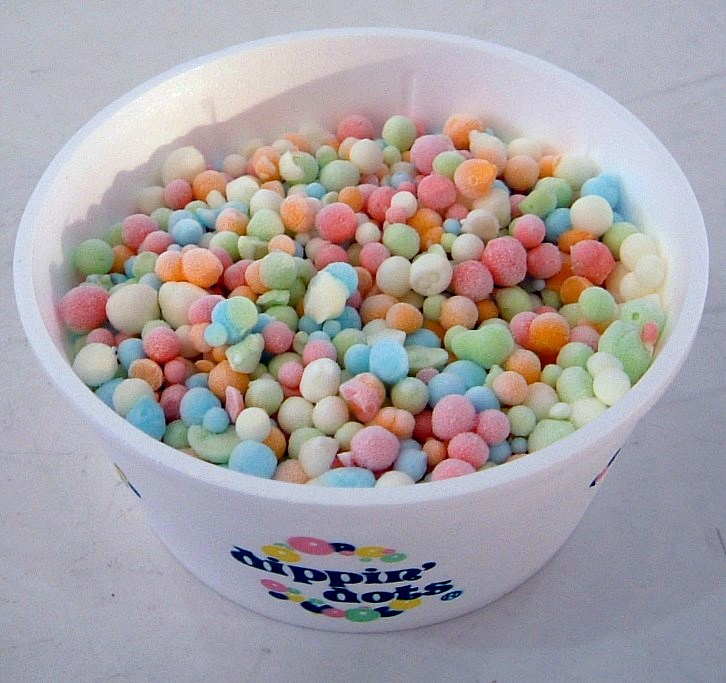
디핀다트 레인보우 아이스 아이스크림 한 그릇

2006년, 일부 상업용 아이스크림 제조업체는 아이스크림의 1차 냉동에 액체 질소를 사용하기 시작하여, 기존 아이스크림 냉동기의 필요성을 없앴다. 이 준비 과정은 하얀 응축된 수증기 구름 기둥을 생성한다. 액체 질소로 여전히 "김이 나는" 동안 먹기에 위험한 아이스크림은 액체 질소가 완전히 기화될 때까지 기다려야 한다. 때때로 아이스크림이 용기 벽에 얼어붙어 해동해야 할 수도 있다. 더 쉽게 구할 수 있는 드라이아이스로도 좋은 결과를 얻을 수 있으며, 헤스턴 블루먼솔과 같은 저자들은 간단한 믹서로 아이스크림과 소르베를 생산하는 레시피를 출판했다.

## 같이 보기
- 젤라또
- 소프트 아이스크림